# WaKeeney (Kansas)
WaKeeney é uma cidade localizada no estado americano de Kansas, no Condado de Trego.

## Demografia
Segundo o censo americano de 2000, a sua população era de 1924 habitantes.
Em 2006, foi estimada uma população de 1739, um decréscimo de 185 (-9.6%).

## Geografia
De acordo com o United States Census Bureau tem uma área de
4,4 km², dos quais 4,4 km² cobertos por terra e 0,0 km² cobertos por água.

## Localidades na vizinhança
O diagrama seguinte representa as localidades num raio de 40 km ao redor de WaKeeney.